# Konwersja jednostek
Konwersja jednostek uczestnictwa funduszu inwestycyjnego – operacja, przy pomocy której na podstawie jednego zlecenia w danym dniu, po cenach obowiązujących w tym dniu, dokonuje się umorzenia jednostek uczestnictwa w jednym funduszu inwestycyjnym, a za uzyskane w ten sposób środki nabywa się jednostki uczestnictwa w innym funduszu inwestycyjnym zarządzanym przez to samo towarzystwo funduszy inwestycyjnych (TFI).
Dokonanie konwersji jednostek uczestnictwa może podlegać opłacie dystrybucyjnej lub opłacie za konwersję. Przy umorzeniu powstaje obowiązek zapłacenia podatku od dochodów kapitałowych. Do nowego funduszu inwestycyjnego przenoszona jest więc kwota pomniejszona o wartość podatku. Inaczej jest w przypadku zamiany jednostek uczestnictwa subfunduszy funkcjonujących w ramach tego samego funduszu z wyodrębnionymi subfunduszami (funduszu parasolowego). Umorzenie jednostek uczestnictwa jednego subfunduszu i nabycie za uzyskane w ten sposób środki jednostek uczestnictwa innego, nie powoduje powstania obowiązku podatkowego.